# Campagna delle Cordigliere
La campagna delle Cordigliere fu la quinta ed ultima fase della guerra della Triplice Alleanza, e fu combattuta dal luglio 1869 al 1º marzo 1870.
Dopo l'occupazione alleata di Asunción, il presidente paraguaiano Francisco Solano López iniziò la sua ritirata verso l'interno del paese, braccato dalle forze militari brasiliane. Il suo esercito fu distrutto in una serie di battaglie, mentre le perdite furono rimpiazzate da bambini ed anziani, che continuarono a seguirlo durante la sua disperata resistenza all'occupazione, sempre più carente di armi e cibo, a tal punto che migliaia di soldati finirono col morire di fame.
Alla fine López fu raggiunto e ucciso dalle truppe brasiliane il 1º marzo 1870 nello scontro armato di Cerro Corá, all'estremo nord-est del paese.

## Contesto storico
La guerra della Triplice Alleanza ebbe inizio con l'invasione di Brasile e Argentina da parte del Paraguay in seguito all'intromissione dei primi due paesi nella guerra civile scoppiata in Uruguay tra blancos conservatori  e colorados liberali;  tale intervento minacciava di alterare gli equilibri strategici di tutta la regione. Il presidente paraguaiano Francisco Solano López temeva che la rottura degli equilibri esistenti nella zona del Río de la Plata avrebbe seriamente minacciato l'autonomia economica della nazione e reso più difficile la difesa delle zone di frontiera rivendicate dai paesi vicini.
La guerra scoppiò quando ad Asunción giunse la notizia che l'esercito brasiliano aveva invaso l'Uruguay, ignorando l'ultimatum che il Paraguay aveva inoltrato all'Impero del Brasile affinché non si intromettesse negli affari del paese vicino. L'esercito paraguaiano invase così la provincia brasiliana del Mato Grosso, isolata dal resto dell'impero; la campagna ottenne un rapido successo, e in due mesi la maggior parte del territorio passò sotto il controllo delle forze di Asunción.

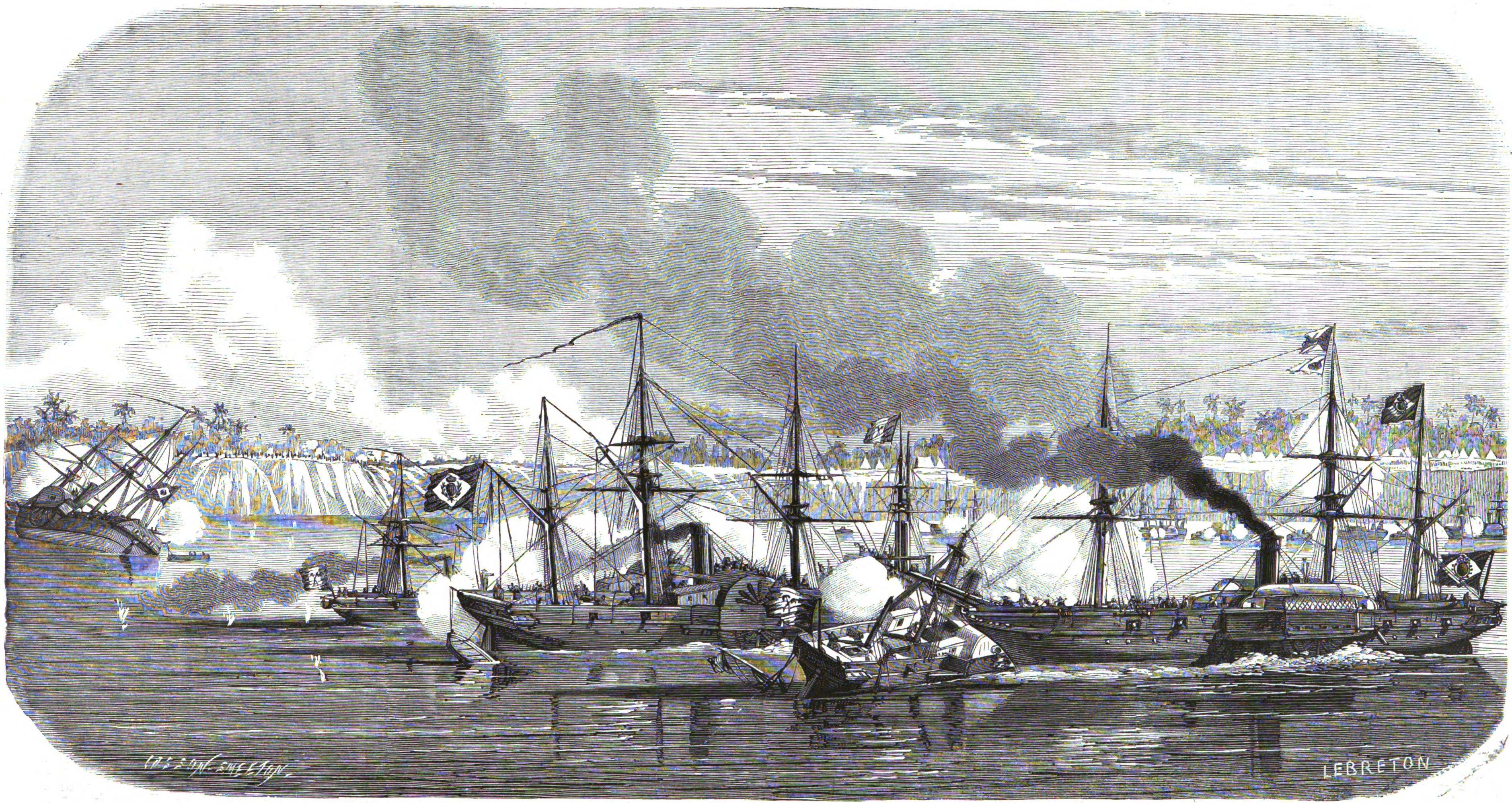
Battaglia del Riachuelo.

In seguito, López chiese al presidente argentino Bartolomé Mitre l'autorizzazione ad attraversare le province di Corrientes e Entre Ríos per attaccare il Brasile anche da sud. Ricevuta risposta negativa, López dichiarò guerra anche all'Argentina il 19 marzo 1865, invadendone il territorio. Alla notizia dell'invasione, Brasile, Argentina e Uruguay firmarono a Buenos Aires il  "trattato della Triplice Alleanza".
Dopo i primi rapidi successi, l'esercito paraguaiano cominciò presto ad accumulare una serie di sconfitte: la flotta fu distrutta nella battaglia del Riachuelo, mentre le truppe che, scendendo lungo il fiume Uruguay, erano riuscite a raggiungere il territorio brasiliano furono accerchiate nei pressi della città di Uruguaiana e dovettero arrendersi al termine di un drammatico assedio.
Ciò che rimase dell'esercito paraguaiano si ritirò nel proprio territorio, incalzato dalle forze alleate che invadendo la parte meridionale del Paraguay diedero inizio nell'aprile del 1866 alla campagna di Humaitá, incontrando subito il dispositivo difensivo paraguaiano incentrato su quattro fortificazioni (il cosiddetto "Quadrilatero") e teso ad ostruire l'avanzata verso Asunción sia da terra che dal fiume Paraguay. Una lunga serie di battaglie costò un enorme numero di perdite da ambo le parti, fino a raggiungere uno stallo nelle operazioni in seguito alla battaglia di Curupaity. Le malattie fecero più vittime delle stesse operazioni belliche: alle pessime condizioni igieniche e alimentari si aggiunse un'epidemia di colera.

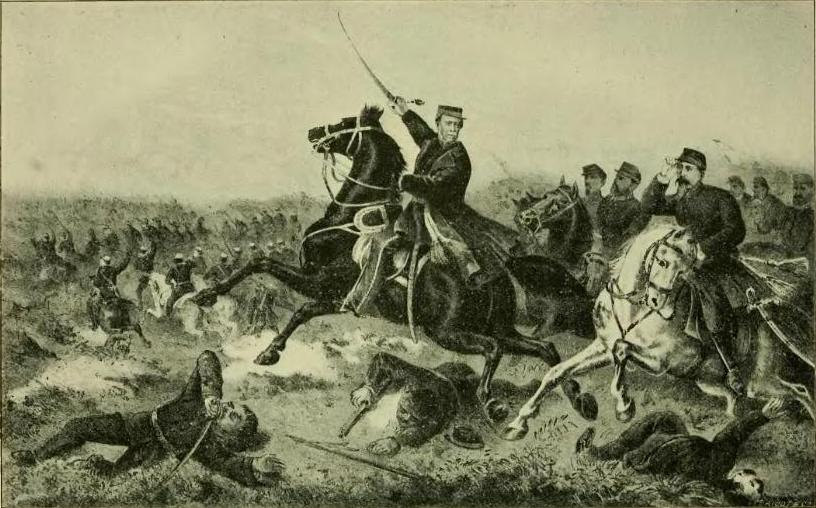
battaglia delle Lomas Valentinas.

Lo stallo delle operazioni si protrasse dal settembre del 1866 al luglio del 1867, quando fu rotto da un'offensiva alleata.  Si dovette tuttavia attendere ancora un anno perché le fortificazioni fossero oltrepassate da una squadra navale brasiliana. In seguito a questa azione, le forze paraguaiane installarono una nuova linea difensiva, molto più vicina ad Asunción, abbandonando la precedente nell'agosto del 1868. L'avanzata nemica lungo il corso del fiume Paraguay fu impedita da un nucleo d'artiglieria installato nei pressi della località di Angostura. Le forze brasiliane evitarono le difese di Angostura passando per la sponda destra del fiume, in pieno Chaco e attaccarono le posizioni nemiche dalla retroguardia. L'esercito paraguaiano fu completamente distrutto nella battaglia delle Lomas Valentinas e López fece evacuare Asunción, che fu occupata e saccheggiata nel febbraio 1869. I brasiliani instaurarono nella capitale un regime fantoccio, mentre a López non rimase che ritirarsi verso l'interno.

## Campagna della Cordigliera di Azcurra

### Il nuovo esercito di López

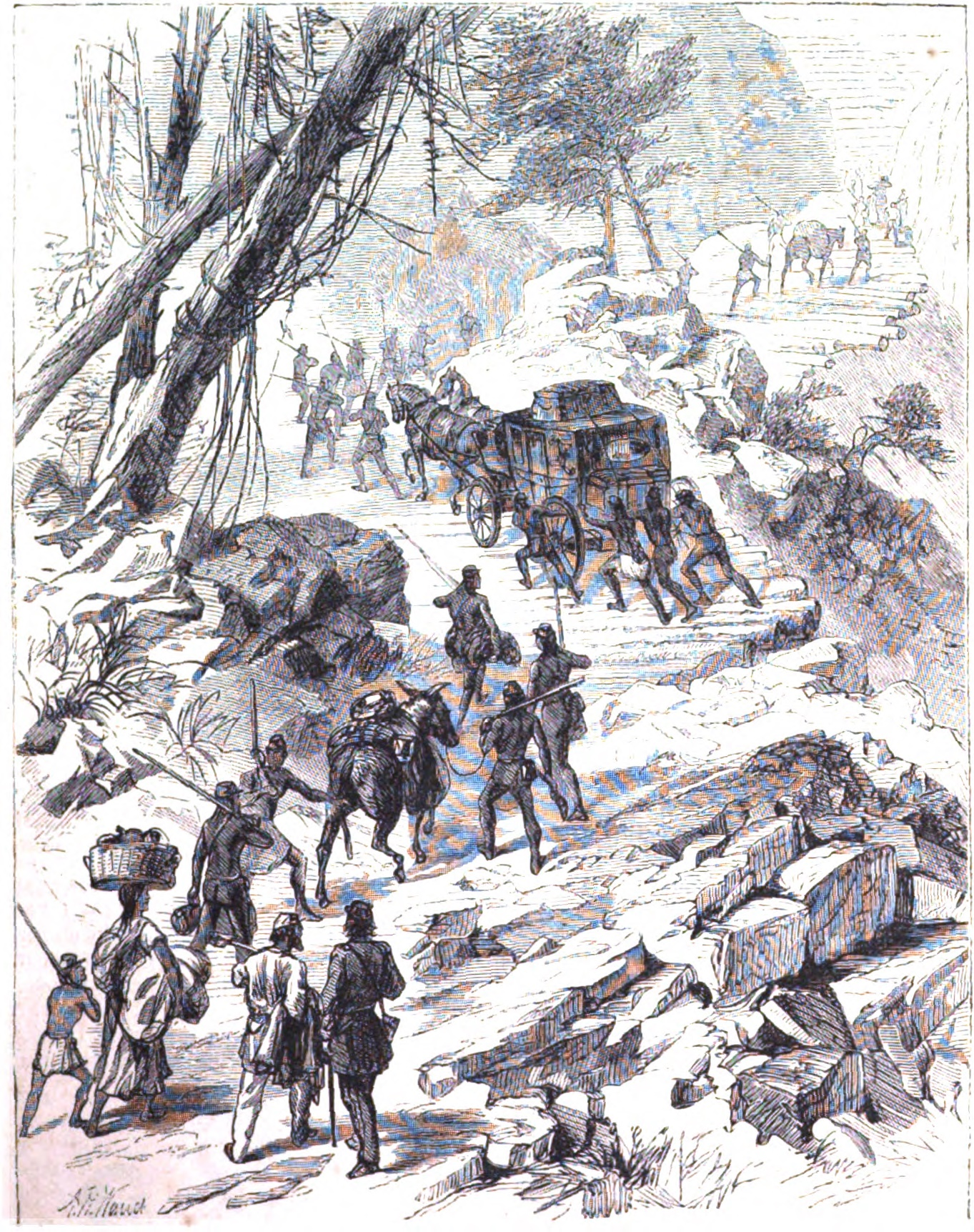
Il passo di Ascurra (Harper's New Monthly Magazine, 1870).

L'8 dicembre 1868 López aveva decretato il trasferimento della capitale paraguaiana a Piribebuy.  Lì si spostarono il vicepresidente Sánchez e la delegazione del ministro plenipotenziario degli Stati Uniti d'America, il generale Martin McMahon.  Mano a mano che si susseguivano gli eventi della campagna del Piquisiry e l'esercito paraguaiano veniva riorganizzato nella Cordillera de Azcurra i familiari di López si stabilirono temporaneamente a Piribebuy.
Dopo la distruzione dell'esercito nella battaglia delle Lomas Valentinas, il presidente era fuggito con una piccola scorta, comandata dal generale Bernardino Caballero, alla quale si unì una divisione comandata dal colonnello Luis Caminos, ministro della Guerra, composta da 2 500 soldati, in maggioranza bambini, ai quali si sarebbero dovute aggregare le guarnigioni rimaste nel nord del paese. Con queste truppe López si diresse al quartier generale paraguaiano di Cerro León, nei pressi di Pirayú, per ricevere addestramento militare. Passate alcune settimane di addestramento, il presidente paraguaiano trasferì il suo nuovo esercito più a nord, verso Caacupé e Piribebuy, lasciando a Cerro León un presidio di 660 uomini.
A Caacupé si installò un nuovo campo di addestramento, diretto dai generali Caballero e Resquín. L'esercito arrivò a contare 13 000 uomini, in maggioranza bambini, anziani e feriti. Gli uomini più utili erano i prigionieri catturati nel corso della campagna del Piquisiry, fuggiti dalle prigioni precarie nelle quali erano stati rinchiusi.
La capitale e la regione costiera del fiume Paraguay erano cadute in mano alleata, ma il resto del paese era ancora dominato da López. La ferrovia che univa Asunción a Villarica permetteva al presidente di disporre di vie di comunicazione efficaci, dal momento che possedeva la maggior parte dei locomotori e dei vagoni. A soli 50 km di distanza dalla capitale, città importanti come Paraguarí e Caacupé rimanevano in mano a López. Tra le due città, La Cordillera de los Altos, chiamata all'epoca Cordillera de Azcurra, fu il posto scelto dal presidente per difendersi, visto che era molto più facile da difendere in caso di attacco nemico rispetto alle città di pianura.
Una parte della fonderia di Ibicuy fu trasferita a Caacupé, dove si continuò a fabbricare armi per l'esercito di López. Il caposaldo della difesa fu stabilito nei pressi di Piribebuy, attorniata da una trincea di quasi 2 500 m, difesa da 2 000 fanti e 18 cannoni, comandata dal tenente colonnello Pedro Pablo Caballero.

### Ripresa dell'offensiva alleata
Dopo la caduta di Asunción, il generale Caxias decise di considerare terminata la guerra: per lui, raggiunto l'obbiettivo di occupare la capitale paraguaiana e di cacciare López senza lasciargli un esercito che gli permettesse di riprendere il potere, la guerra non aveva più senso. Si poteva aiutare il nuovo governo paraguaiano a difendersi dall'ex presidente o trattare con lui l'esilio dal suo paese.
Nonostante Caxias avesse abbandonato il Paraguay a gennaio, seguito da altri generali, l'imperatore Pietro II decise l'annientamento totale di López. A tale scopo inviò nel paese occupato il proprio genero, Gastone d'Orleans, Conte d'Eu. Quest'ultimo aveva rifiutato a più riprese di assumere il comando delle operazioni belliche, ma alla fine accettò; l'imperatore infatti aveva bisogno di un generale che non parteggiasse per nessuno dei due partiti, il liberale e il conservatore, che allora controllavano la politica brasiliana. Il Conte d'Eu prese formalmente il comando delle truppe il 16 luglio a Luque.
A fine maggio del 1869 l'esercito brasiliano occupò Pirayú, dove installò il proprio quartier generale. Rimase acquartierato per due mesi mentre giungevano i rinforzi; nel frattempo, il Conte d'Eu studiava le posizioni nemiche e completava l'occupazione delle vie e degli snodi ferroviari, compreso quello di Paraguarí, città che fu abbandonata dai suoi abitanti. Fu occupata il 17 maggio anche la fonderia di Ibicuy che in seguito, il 9 giugno fu minuziosamente smantellata, incendiata e allagata dai brasiliani.

A nord-est di Pirayú, López si era asserragliato nella Cordillera de Azcurra. La valle occupata dalle truppe paraguaiane aveva due vie d'accesso, entrambe massicciamente difese dall'esercito paraguaiano; la più diretta passava per una gola, fortemente difesa, mentre la più lunga attraversava il villaggio di Sapucai e saliva in costa fino a Valenzuela. Ad ovest di questa località si trova Piribebuy, la città in cui López aveva dislocato il grosso dell'esercito.

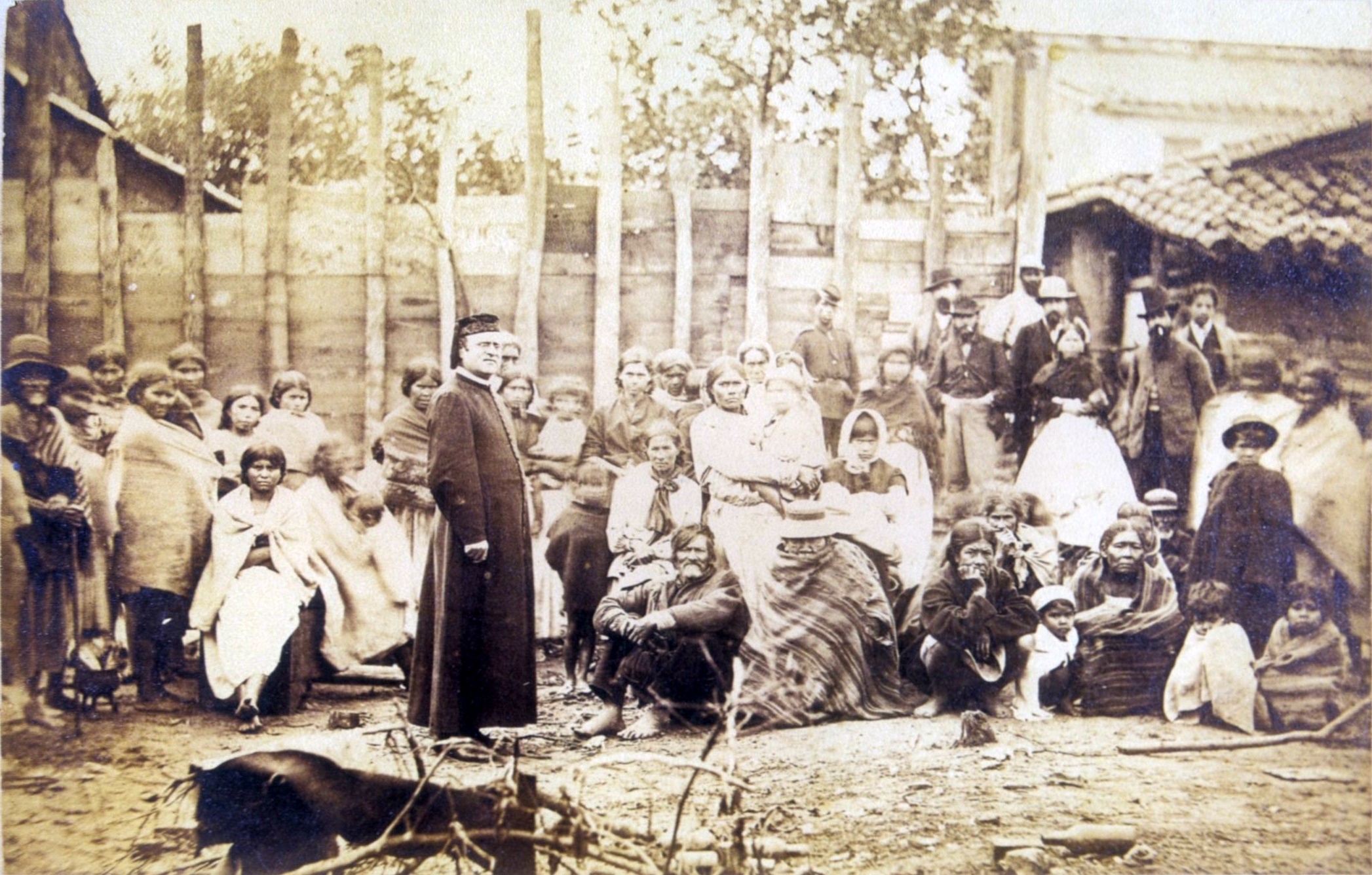
Guerra della Triplice Alleanza. Civili paraguaiani nel 1869.

La prima offensiva brasiliana fu divisa in due colonne: la prima avanzò da nord in direzione di Caacupé, che non riuscì ad occupare, mentre la seconda attraversò il Paraná ad Encarnación, cercando di raggiungere Paraguarí da sud. Dopo due piccoli scontri sul fiume Pirapó e al Paso de Jara, la colonna brasiliana interruppe la sua avanzata tornando ad Encarnación.

### Piribebuy e Acosta Ñu
Alla fine di luglio il Conte d'Eu diede inizio alla campagna militare al comando di 31 000 uomini: 26 000 brasiliani, 4 000 argentini, 600 uruguaiani e 400 paraguaiani inquadrati nella Legión Paraguaya. Il generale brasiliano lasciò nei pressi della gola di Azcurra la divisione argentina e una riserva brasiliana, al comando di Emilio Mitre, pronte ad avanzare per la via più diretta verso Piribebuy.

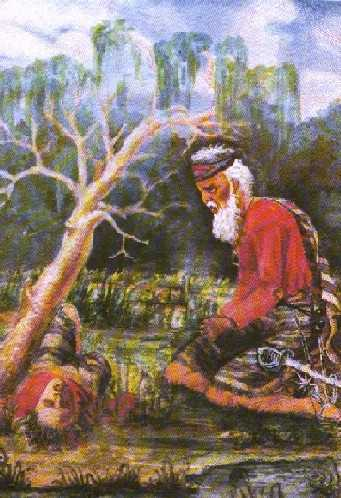
Soldato paraguaiano di fronte al cadavere del figlio. Olio di José Ignacio Garmendia.

Il grosso dell'esercito brasiliano, nel frattempo, catturò Sapucai il 4 agosto e qualche giorno più tardi Ybytymí. Coordinando le sue azioni con quelle dei brasiliani, Mitre cominciò ad avanzare verso Piribebuy, occupando il villaggio di Altos. Questa operazione impedì a López di mandare aiuti a Valenzuela, che fu occupata quasi simultaneamente dai brasiliani. L'esercito paraguaiano perse così la possibilità di attaccare gli invasori da posizioni strategiche più favorevoli, più elevate rispetto a quelle del nemico.
Il 10 agosto l'esercito del Conte d'Eu arrivò alle porte di Piribebuy. La città fu circondata e fu intimata la resa al tenente colonnello Caballero, che rispose: “Sono qui per combattere e, se è necessario, morire, ma non per arrendermi.”
Secondo fonti paraguaiane nella battaglia combatterono 20 000 alleati (nella quasi totalità brasiliani) contro 1 600 difensori e un centinaio di donne, che vengono oggi ricordate nel paese come “Le eroine di Piribebuy”.
All'alba del 12 agosto, dopo un bombardamento brasiliano, iniziò l'attacco. La battaglia di Piribebuy durò 5 ore, e le forze alleate furono respinte due volte prima di avere la meglio sui difensori. Il generale João Manuel Mena Barreto, che si trovava alla testa delle forze attaccanti per imbaldanzire le sue truppe, fu ferito a morte sulle rive del torrente Mboreví per un colpo di fucile all'inguine.
Gastone d'Orleans ordinò in seguito di passare per le armi tutti i prigionieri catturati; l'ospedale di Piribebuy fu incendiato dopo che furono bloccate tutte le porte e le finestre, lasciando morire nel rogo 600 tra medici, infermiere e malati. In città si susseguirono stupri e omicidi di massa, mentre l'Archivio Nazionale paraguaiano fu gettato in strada e si fecero numerosi fuochi con i suoi documenti storici; i pochi documenti salvati furono portati a Rio de Janeiro. Secondo quanto raccontarono testimoni paraguaiani, il sangue scorreva per le strade come acqua piovana quando si giustiziarono 900 prigionieri.

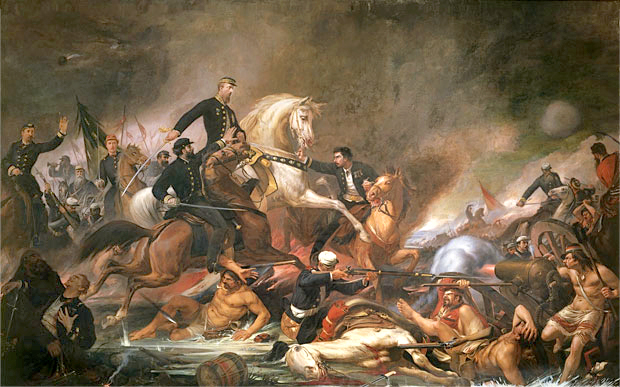
Battaglia di Campo Grande (o battaglia di Acosta Ñu).

Di fronte a tali atrocità il presidente argentino Mitre decise di non partecipare alla prosecuzione della guerra: quella di Piribebuy fu di fatto l'ultima battaglia alla quale parteciparono truppe argentine.
Qualche giorno dopo, il 15 e il 16 agosto 1869 si produsse la battaglia di Acosta Ñu, chiamata dai brasiliani “battaglia di Campo Grande”. La retroguardia dell'esercito paraguaiano, al comando del generale Bernardino Caballero e formata da adolescenti e bambini armati quasi esclusivamente di bastoni, fionde, lance e machete, fu accerchiata dalle truppe brasiliane e costretta ad ingaggiare battaglia; gli scontri cominciarono nel villaggio per protrarsi in seguito nei boschi vicini, che furono incendiati dai brasiliani, uccidendo in tal modo la maggior parte dei bambini che vi si erano rifugiati. La chiesa e gli edifici principali del villaggio furono distrutti, così come i documenti ufficiali. A causa della partecipazione di numerosi bambini a questa tragica battaglia il 16 agosto si commemora ancora oggi in Paraguay il “giorno del bambino”.
Caballero e alcuni suoi ufficiali riuscirono a ritirarsi da Acosta Ñu. Il Conte d'Eu, rinunciando ad inseguire López, impegnò la maggior parte delle sue truppe nella cattura di tre pezzi d'artiglieria, presi dopo essere stati abbandonati dagli operatori. Il dittatore paraguaiano fu quindi temporaneamente salvato da questa inutile azione ordinata dal comandante brasiliano. Pochi giorni dopo le truppe imperiali occuparono Caraguatay, mutilando e giustiziando gli ufficiali che avevano preso parte alla difesa di questa piazza militare.

## Campagna della Cordigliera di Amambay

### Occupazione brasiliana del nord del Paraguay
Preso il controllo della zona centrale del Paraguay, i brasiliani iniziarono ad occupare il nord del paese avanzando lungo il fiume Paraguay e assicurandosi le comunicazioni con la regione del Mato Grosso. La città di San Pedro fu occupata il 25 maggio e cinque giorni più tardi un contingente paraguaiano fu sconfitto nel combattimento di Tupí-hú. La maggior parte dei soldati arresi fu giustiziata e le donne furono violentate prima di essere deportate ad Asunción.
Nel frattempo la squadra navale paraguaiana, 8 imbarcazioni che erano state utilizzate in ausilio alle truppe di terra fino all'inizio della campagna del Piquisiry, continuava ad eludere la caccia della flottiglia brasiliana. Quando quest'ultima, composta da un incrociatore, 5 monitores e due cannoniere, partì decisa ad intercettare la squadra nemica, il comandante paraguaiano ordinò di risalire il fiume Manduvirá per sfruttare il minor pescaggio. In un'ansa del fiume fece affondare l'imbarcazione più grande, la Paraguarí, e alcuni chilometri più all'interno l'Yberá, impedendo efficacemente l'inseguimento brasiliano.
Il 18 agosto 1869 l'equipaggio paraguaiano delle sei imbarcazioni incendiò i mezzi navali e li abbandonò in un'ansa del fiume Yhaguy, eccezionalmente in piena, a 4 km da Caraguatay; l'equipaggio andò così ad unirsi alle truppe di López e le imbarcazioni non poterono più essere recuperate dai brasiliani. Rimasero nascoste nella selva fino agli anni ottanta del XX secolo, quando furono recuperate ed esposte al pubblico all'interno del Parque Nacional Vapor Cué.
Mentre il generale brasiliano Correia da Câmara sbarcava a Concepción, iniziando l'occupazione del nord del paese, López si trasferì a Caraguatay, sulle sponde del torrente Tandey, nominandola quarta capitale del Paraguay; subito vi si installò il vicepresidente Sánchez. Alcune colonne secondarie dell'esercito paraguaiano furono sconfitte negli scontri di Itapytangua e di Tacuaty, prima che il 28 ottobre Curuguaty fosse attaccata, saccheggiata e incendiata dall'esercito brasiliano, mentre López riprese la sua fuga verso nord.
Da parte loro, le truppe argentine occuparono Villa Occidental, immediatamente ad ovest di Asunción e a nord del fiume Pilcomayo. L'intervento del comandante della flotta brasiliana, unito all'ambiente ostile della regione, impedirono loro di occupare altre regioni sulla sponda occidentale del fiume Paraguay, fatto che avrebbe permesso loro di portare a termine l'occupazione, stabilita nel Trattato della Triplice Alleanza, dell'intero Chaco Boreal.

### L'inseguimento di López
Le truppe paraguaiane si ritirarono verso nord, iniziando una penosa marcia attraverso la Cordillera de Amambay, accompagnata da centinaia di civili. López continuò la sua ritirata al comando di un migliaio di uomini, gran parte di questi feriti, estenuati e pessimamente armati; molti di loro, stremati dalla fame, si dispersero durante il cammino.
Con la fuga a nord di López e del suo esiguo esercito, il Conte d'Eu tornò ad Asunción. Il comando dell'inseguimento al presidente passò a Correia da Câmara, che operava da Concepción.
Durante la ritirata, López scoprì nuove cospirazioni contro di lui, che lo portarono ad ordinare nuove esecuzioni. Basandosi sulle confessioni di un membro della scorta, che dichiarò di aver pianificato l'omicidio del presidente, furono condannate a morte diverse persone, tra le quali anche il fratello di López, Venancio, anche se la sua esecuzione fu temporaneamente rimandata. Furono invece eseguite le condanne del colonnello Hilario Marcó Mongelós, molti ufficiali subalterni, diversi soldati e le mogli di alcuni ufficiali. Venancio López morì invece in carcere all'inizio dell'anno successivo.
Il 19 settembre si svolse lo scontro di Hucuratí, al termine del quale i brasiliani furono respinti dalla retroguardia paraguaiana; questo parziale successo permise a López di abbandonare San Joaquín. Tre giorni più tardi, invece, i suoi uomini furono sconfitti in un altro piccolo scontro. Mentre López continuava la sua ritirata verso nord i brasiliani si stanziarono a San Joaquín e a Caraguaty, a corto di provviste per continuare la loro campagna militare. Fu in questo periodo che il presidente paraguaiano vide aumentare le proprie manie persecutorie; alcune testimonianze indicano come si dedicasse a torturare quotidianamente il fratello, le sorelle e la madre, oltre che a giustiziare decine di soldati al giorno. In totale, nel 1869, il suo governo avrebbe eseguito la condanna a morte di circa 400 paraguaiani, senza contare i molti che morirono in prigione da semplici indagati.
Temporaneamente indisturbato, López continuò la sua ritirata verso nord, accampandosi il 17 ottobre nella località di Panadero, a nord di Ygatimí, dove rimase un mese. In seguito, dopo due ulteriori accampamenti, il 28 dicembre iniziò la sua ultima marcia, con scarsissime fermate, nella quale perse più di 2 000 uomini, morti in piccoli scontri, fuggiti per diserzione o annientati dalla fame e dalle malattie. Dopo una breve digressione in territorio brasiliano, nei pressi di Punta Porá, tornò in territorio paraguaiano attraversando per la seconda volta la Cordillera de Amambay. A panadero rimasero i colonnelli Sosa e Del Valle, che furono sconfitti il 2 gennaio dalle truppe di Correia da Câmara, riuscendo in seguito a stento a congiungersi alle truppe superstiti del loro presidente.

Dopo la sua vittoria a Panadero, Câmara rinunciò ancora una volta ad inseguire López, preferendo effettuare una digressione verso San Pedro, all'inseguimento del contingente del colonnello Genes. Quest'ultimo fu sconfitto il 31 gennaio nello scontro di Loma Rugua, mentre l'esercito brasiliano riceveva rinforzi a Concepción. Da questa città, a metà febbraio, il generale Correia da Câmara partì ancora una volta verso est, alla ricerca di López, che immaginava ancora in fuga verso nord.

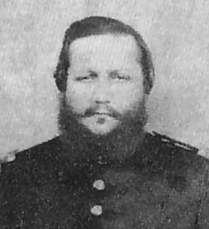
Ultima foto di Francisco Solano López

### Cerro Corá: la fine della guerra
L'8 febbraio 1870 López giunse con la sua colonna a Cerro Corá, sulle rive del fiume Aquidabán, nell'attuale confine tra Brasile e Paraguay; rifiutando di abbandonare il paese, il presidente paraguaiano si dispose ad attendere l'arrivo del nemico. Il luogo scelto da López per resistere consisteva in un ampio anfiteatro tra le montagne, accessibile da due sole vie, teoricamente facili da difendere. Qui si dedicò a riorganizzare i suoi soldati, a rispondere alle accuse che gli arrivavano dalla stampa brasiliana e, più fatalisticamente, ad aspettare.
Il 1º marzo López fu raggiunto dalle truppe brasiliane. Lo scontro di Cerro Corá si risolse in un massacro, a causa dell'enorme disparità di uomini e mezzi tra le due parti in conflitto: 4 500 brasiliani ben armati affrontarono 409 difensori stremati da una lunga e faticosa marcia.
López fu ferito da un colpo di lancia al ventre e da una sciabolata alla fronte. Portato sulle rive dell'Aquidabán, fu circondato dalle truppe di Correia da Câmara, che gli intimarono la resa. Rifiutando di consegnare la spada, fu colpito a morte da una fucilata di un soldato al cuore.
Dopo la morte di López rimasero solo due piccole divisioni dell'esercito paraguaiano.  La prima, che si era rifiutata di raggiungere Cerro Corá, si arrese il 4 marzo a Panadero alle forze imperiali; la maggior parte dei suoi componenti, compreso il comandante Del Valle, fu massacrata dopo la resa. La seconda divisione, comandata dal generale Bernardino Caballero, si era separata dall'esercito principale alla ricerca di bestiame e viveri; intercettata nei pressi del fiume Apa, l'8 marzo si arrese per ordine del comandante dopo che quest'ultimo fu informato della morte di López.

## Conseguenze
Alla fine della guerra, il Brasile ottenne tutti i territori rivendicati e l'Argentina incorporò le province contese di Misiones e Formosa.
Il risultato più grave dell'intera guerra fu la perdita dell'enorme maggioranza della popolazione paraguaiana, ridotta a 116 000 sopravviventi, quasi esclusivamente donne, bambini ed anziani, dai più di 300 000 presenti prima del conflitto; alcuni storiografi paraguaiani tendono ad indicare una popolazione iniziale ancora più numerosa.  Anche gli alleati lamentarono un altissimo numero di perdite in combattimento, con più di 100 000 morti brasiliani e circa 10 000 soldati argentini.
Infine, il Paraguay vide distrutta la propria prosperità economica e rimase coinvolto in un'arretratezza tecnologica, culturale e sociale che si è protratta per più di un secolo. Fu obbligato al pagamento di enormi indennizzi di guerra e a contrarre un prestito che impiegò molti decenni a pagare. Il suo abbozzato sviluppo industriale fu fermato e sparì completamente.